# Pietro Monte
Pietro Monte (Tonengo Canavese, 21 agosto 1823 – Livorno, 4 maggio 1888) è stato un religioso e meteorologo italiano, appartenente all'ordine dei barnabiti, fondatore dell'Osservatorio Meteorologico di Livorno e dell'Asilo d'infanzia di Tonengo.

## Biografia
Pietro Monte nacque a Tonengo Canavese, frazione di Mazzè, il 21 agosto 1823, entrò nell'ordine dei barnabiti nel 1839 e divenne sacerdote nel 1847.
Dal 1848 al 1855 insegnò fisica a Parma, presso il Real Collegio Maria Luigia. Ottenne, a titolo d'onore, anche la cattedra di matematica e fisica presso la costituenda Regia Università degli Studi di Parma.
A partire dal novembre 1855, si trasferì a Livorno, dove ottenne una cattedra per l'insegnamento della fisica presso il Regio Liceo annesso al Collegio barnabita di San Sebastiano. Nel 1856, Pietro Monte, avendo presumibilmente già maturato un forte interesse per la scienza meteorologica, forse influenzato dall'opera di padre Francesco Denza che egli aveva seguito, allestì a sue spese, in due locali adiacenti alla Chiesa di San Sebastiano, una stazione di rilevamento di dati meteorologici. I dati venivano spediti al Museo di Firenze, ma due anni dopo egli fu contattato dall'Osservatorio Imperiale di Parigi, fondato nel 1855, affinché trasmettesse i dati delle proprie rilevazioni, tramite telegrafo con spese coperte dall'osservatorio francese. Nel 1856 fondò l'osservatorio meteorologico di Livorno e, nel 1858, iniziò la pubblicazione degli annuari di osservazione meteorologica. Nel 1865, il Prefetto di Livorno, su consegna del Ministero dell'Agricoltura, consentì a Monte di acquistare nuovi strumenti; in tal modo egli fu in grado di allestire un laboratorio più efficiente e di procedere con cura e competenza al rilevamento, alla correzione ed alla rielaborazione di un numero molto esteso di osservazioni. Pubblicò sulla celebre rivista scientifica Il Nuovo Cimento gli articoli Del falso vulcano di Livorno (volume 8 del 1858), Osservazioni meteorologiche fatte nell'Imperial Regio Liceo di Livorno (volume 7 del 1858), che fu anche pubblicato a stampa per l'editore Vigozzi di Livorno nell'anno successivo, Nuova macchina per la caduta dei gravi (volume 11 del 1860). Nel 1867 ottenne il brevetto per una sua invenzione dal nome “Nuovo indicatore dello stato del vapore nei cilindri delle macchine”, che fu premiato nello stesso anno a Parigi all'Esposizione Universale. Dal 1874 al 1888 tenne una quotidiana collaborazione sulla Gazzetta Livornese. Altre sue pubblicazioni a stampa riguardarono la caduta dei gravi e i sismografi. Fu membro onorario di molte accademie e circoli e tenne rapporti di amicizia e di studio con il Secchi, con lo Schiaparelli, con Pietro Tacchini e con alcuni membri del Collegio di Francia. Pietro Monte proseguì la sua attività presso l'Osservatorio Meteorologico e come insegnante di scienze ﬁsiche ﬁno a quando, raggiunto il collocamento a riposo, decise di donare il suo laboratorio al Comune di Livorno.
Monte fondò, inoltre, un “asilo d'infanzia” a Tonengo di Mazzè. Aprì il 5 ottobre 1882 con circa cento bambini iscritti e fu dichiarato Ente Morale il 19 luglio 1883, tramite Regio Decreto firmato da Umberto I Re d'Italia. Nel Decreto, veniva specificata la donazione a favore dell'asilo fatta dallo stesso Pietro Monte, a cui l'istituto fu intitolato, costituita da un edificio, la casa natale del Monte situata in Via Garibaldi, dagli arredi e da una somma in denaro pari a 9000 lire. Nel 1884, Pietro Monte fece stampare a Livorno, dal tipografo Vigo, l'opuscolo Asilo Infantile Pietro Monte con giardino froebeliano in Tonengo Canavese, che conteneva copia del Regio Decreto, lo Statuto dell'asilo con indicazione dei sottoscrittori e finanziatori per il mantenimento dell'istituto, e il regolamento disciplinare. L'Asilo Pietro Monte, passato nel 1985 nel novero dei beni del Comune di Mazzè, ha ospitato i bambini delle famiglie tonenghesi fino al giugno 2010.
Monte morì il 4 maggio del 1888, lasciando un'impronta indelebile nella storia della meteorologia ed una serie di dati di grandissima importanza dal punto di vista scientifico.